# Przystań Bydgoszcz
Przystań Bydgoszcz – kompleks mieszczący przystań sportową i turystyczną (marinę) oraz hotel, położony w Bydgoszczy nad Brdą w centrum miasta. 

## Lokalizacja
Przystań jest zlokalizowana na Wyspie Młyńskiej w rejonie Starego Miasta w Bydgoszczy. Jest usytuowana w pobliżu jazu Ulgowego, między Młynówką, a kanałem zbożowym oddzielającym obiekt od młynów Rothera. 

## Historia
Obiekt powstał w ramach czwartego etapu rewitalizacji Wyspy Młyńskiej pt. Rewitalizacja zdegradowanych terenów sportowych na Wyspie Młyńskiej, polegającego na budowie przystani jachtowej z bazą noclegową, niezbędnej infrastruktury oraz zjazdów z ul. Tamka. Elementami projektu były m.in.: rozbiórka starej przystani klubu sportowego „Zawisza” i postawienie na jej miejscu nowego obiektu, budowa przystani jachtowej oraz bazy noclegowej z zapleczem gastronomicznym, salą edukacyjną oraz studiem odnowy biologicznej, a także umocnienie nabrzeży od zachodniej strony ulicy Mennica do rzeki Brdy i nabrzeża od ul. Focha do młynów Rothera. Całe przedsięwzięcie kosztowało 19,4 mln zł, z czego 1,0 mln zł uzyskano z budżetu państwa, a 5,7 mln zł z Regionalnego Programu Operacyjnego Województwa Kujawsko-Pomorskiego na lata 2007–2013. 
Motywem realizacji projektu było zwiększenie atrakcyjności Bydgoszczy jako węzła wodnego na szlaku E70 Wisła-Odra. Konkurs na opracowanie projektu architektonicznego wygrało Laboratorium Projektowe Zivva – Tomasz Rokicki z Warszawy. Prace budowlane prowadzono od marca 2011 do października 2012 roku. Wykonawcą robót było konsorcjum firm bydgoskich: Ebud-Przemysłówka, Hydro-Eko, Gotowski, Budopol S.A. Obiekt oddano do użytku w listopadzie 2012 roku.

## Infrastruktura
Przystań Bydgoszcz to połączone ze sobą dwa budynki:
- dwukondygnacyjny, w którym zlokalizowano część sportowo-treningową z zapleczem magazynowym,
- czterokondygnacyjny z częścią hotelową, gastronomiczną i biurową.

Budynek jest przystosowany do obsługi ruchu turystycznego i sportowego związanego z wodą. Pełni zarówno funkcje hotelowe, jak i przystani sportowej i turystycznej. W obiekcie znajdują się:
- recepcja z zapleczem biurowym,
- hangary na sprzęt pływający z zapleczem technicznym, w którym mieści się 16 łodzi wiosłowych, 5 motorowych oraz 80 kajaków sportowych i turystycznych,
- system pomostów nad Brdą,
- sala konferencyjna na 50 osób z widokiem na Brdę i Operę Nova,
- sala sportowa z siłownią,
- odnowa biologiczna z sauną i gabinetem masażu,
- węzły sanitarne z szatniami,
- sala restauracyjna z zapleczem cateringowym,
- część hotelowa z 22 pokojami dwuosobowymi, w tym 4 dla osób niepełnosprawnych,
- wypożyczalnia łodzi turystycznych, kajaków oraz rowerów,
- pomost cumowniczy o długości 78 m (na 12 jachtów) wzdłuż ul. Tamka z dostępem do gniazd energii elektrycznej oraz urządzeniem do opróżniania łodzi ze ścieków.

## Architektura
Budynek nawiązuje do motywu wodno-portowego, harmonizującego ten zakątek Wyspy Młyńskiej. Z jednej strony budynek odzwierciedla falę wdzierającą się na ląd. Z drugiej symbolizuje łupinę jachtu unoszącego się na wodzie.

### Nagrody
Bryła architektoniczna Przystani Bydgoszcz obok tzw. Nowych Spichrzy uznawana jest za jedną z ikon współczesnej architektury w Bydgoszczy. Obiekt został uhonorowany m.in.: 
- nagrodą The World Leisure International Innovation Prize 2012 – Światowej Organizacji ds. Wypoczynku[4] (październik 2012);
- drugim miejscem w VII edycji konkursu "Życie w architekturze"[5] (listopad 2011);
- mianem Bryła Roku 2012 w konkursie organizowanym przez Gazetę Wyborczą[6] (kwiecień 2013);
- wyróżnieniem w V edycji plebiscytu Polska Architektura XXL, organizowanego przez internetową Grupę Sztuka Architektury skupiającą wortale tematyczne skierowane do architektów[7] (maj 2013);
- nagrodą architektoniczną tygodnika Polityka[8] (czerwiec 2013).